# Harry Sparnaay
Harry Sparnaay, officieel Harry Willem Sparnaaij (Amsterdam, 14 april 1944 – Lloret de Mar, 12 december 2017), was een Nederlands basklarinettist, componist en dirigent. 

## Biografie
Sparnaay studeerde klarinet bij Ru Otto aan het Sweelinck Conservatorium in Amsterdam. Na zijn afstuderen legde hij zich toe op de basklarinet. Hij was oprichter van het Basklarinet Collectief, een groep voor 9 basklarinetten, waaronder contrabasklarinetten. Hij vormde met pianist Polo de Haas het duo Fusion Moderne. Sinds 1982 vormde hij met fluitist Harrie Starreveld en pianist René Eckhardt het trio Het Trio.
Sparnaay heeft jarenlang gewerkt als docent basklarinet en eigentijdse muziek aan het Conservatorium van Amsterdam en het Utrechts Conservatorium. Tot zijn studenten behoren Michael Lowenstern en Lori Freedman.

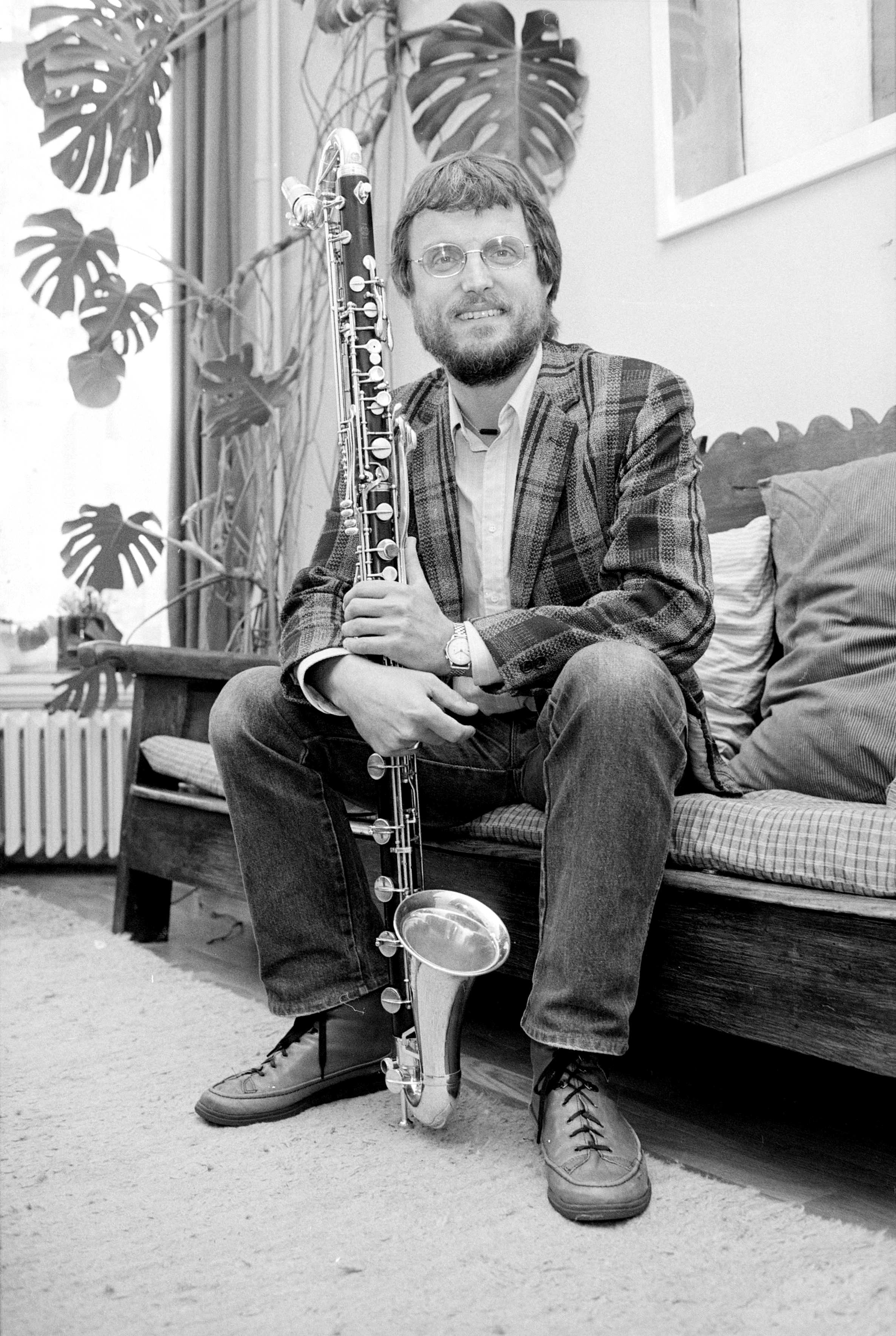
Harry Sparnaay met basklarinet, 1986

Omdat er voor de basklarinet weinig solostukken bestonden, verzocht Sparnaay alle componisten die hij van naam kende een stuk voor hem te componeren. Dat leverde meer dan 650 composities op, geschreven door onder anderen Claudio Ambrosini, Luciano Berio, Gerard Brophy, Paul-Heinz Dittrich, Fanco Donatoni, Morton Feldman, Brian Ferneyhough, Gérard Grisey, Mary Finsterer, Andrew Ford, Jonathan Harvey, Maki Ishii, Sukhi Kang, Tristan Keuris, Mark Kopytman, Jos Kunst, Helmut Lachenmann, Ton de Leeuw, Theo Loevendie, Roderik de Man, Michael Smetanin, Maurice Weddington, Iannis Xenakis en Isang Yun.
In 1997 trouwde Sparnaay met de Argentijnse organist Silvia Castillo, met wie hij sinds 2000 het duo Levent vormde.
Harry Sparnaay overleed op 12 december 2017 op 73-jarige leeftijd in Lloret de Mar in Spanje.

## Composities
- Bouwstenen, compositie voor basklarinet en bandvertraging (1982; opgedragen aan Aldo van Eyck)

## Prijzen en onderscheidingen
- Internationaal Gaudeamus Vertolkers Concours (eerste prijs) (1972)
- Edison Music Award (1995)
- Jan van Gilseprijs (1996)
- Ridder in de Orde van de Nederlandse Leeuw (30 april 2004)

## Docent
Sparnaay doceerde 30 jaar lang aan musici die uit de hele wereld naar hem toekwamen, hier een selectie per land:
- Duitsland: Tobias Klein, Lothar Ohlmeier
- Mexico: Fernando Dominguez
- Nederland: Jelte Althuis, Henri Bok, Jacques Dubois, Fie Schouten
- Oostenrijk: Petra Stump-Linshalm
- Turkije: Oguz Büyükberber
- Verenigd Koninkrijk: Sarah Watts
- USA: Laura Carmichael, Lori Freedman, Michael Lowenstern
- Zwitserland: Ernesto Molinari

Remembering Sparnaay